# آيس كريم (أغنية)
آيس كريم هي أغنية لفرقة الفتيات الكورية الجنوبية بلاكبينك بالتعاون مع المغنية الأمريكية سيلينا غوميز. تم إصدار الأغنية في 28 أغسطس 2020، الأغنية هي ثانٍ أغنية رئيسية لأول البوم كامل للفرقة بلاكبينك: ذا ألبوم، شارك في كتابة الأغنية سيلينا غوميز، أريانا غراندي، تومي براون، بيكاه بووم ستيفن فرانكس وفيكتوريا مونيت، بينما تم إنتاجها بواسطة السيد فرانكس وتومي بروان.

## الخلفية
في 23 يوليو 2020 ، أصدرت وكالة واي جي إنترتينمنت ملصقًا تشويقيًا لأغنية تعاونية جديدة بين بلاكبينك وفنان غير لم يُذكر اسمه آنذاك، من المقرر إصدارها في أغسطس. في 28 يوليو، أعلنت الفرقة عن موعد إصدار ألبومها الاستوديو الكوري الأول بلاكبينك: ذا ألبوم في 2 أكتوبر 2020. في 12 أغسطس 2020، تم الكشف عن التعاون سيكون مع المغنية الأمريكية سيلينا غوميز. في 21 أغسطس 2020، تم الكشف عن أن اسم التعاون سيكون «آيس كريم».

## تواريخ الإصدار
| المنطقة | التاريخ       | النوع                   | الشركو          | مراجع. |
| ------- | ------------- | ----------------------- | --------------- | ------ |
| متعدد   | 28 أغسطس 2020 | تحميل رقمي وسائط متدفقة | إنترسكوب واي جي |        |